# Rosa Agost i Canós
Rosa Agost i Canós (Castelló de la Plana, 1968) és una filòloga valenciana, professora titular a la Universitat Jaume I i acadèmica de l'AVL des del 2021. Es va llicenciar (1994) en traducció i interpretació i doctorar (1996) en traducció. El seu interès com a investigadora i assagista s'ha centrat en la traducció audiovisual.
És membre de l'Institut Interuniversitari de Filologia Valenciana i de l'èquip editorial de la Revista Valenciana de Filologia. Va participar en la redacció del llibre d'estil de la Corporació Valenciana de Mitjans de Comunicació i des d'octubre de 2019 és vocal del Consell Rector de la mateixa corporació a proposició del Consell de la Ciutadania. El juny de 2021 va prendre possessió del seu càrrec com a membre electa de l'Acadèmia Valenciana de la Llengua.
Viu al municipi de Borriol.

## Obra destacada
- La traducció audiovisual: el doblatge (1997)[10]
- Universitat Jaume I de Castelló. 25 anys de realitats, (2018)[11]

- Per una bibliografia extensiva vegeu «Obra de Rosa Agost i Canós» a Dialnet.